# Balha

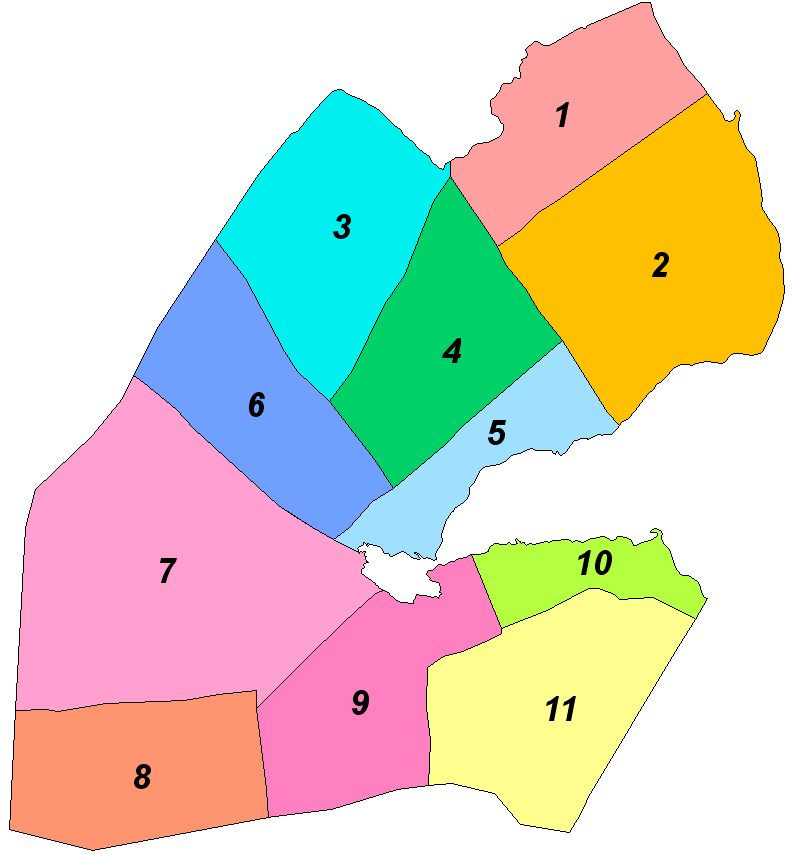
Djiboutis distrikt.
6=Balha

Balha är ett av Djiboutis elva distrikt. Distriktet ligger i regionen Tadjourah. Det gränsar i nordöst till distrikten Dorra och Randa. I sydöst går gränsen mot distriktet Tadjourah och i sydväst mot distriktet Yoboki. I nordväst gränsar det till Etiopien.

## Orter (urval)
- Balho